# Karl Heincz
Karl Heincz (* 18. Mai 1928 in Neckenmarkt; † 24. Jänner 1988 ebenda) war ein österreichischer Politiker (ÖVP). Heincz war von 1982 bis 1988 Abgeordneter zum Burgenländischen Landtag.

## Leben
Karl Heincz wurde als Sohn des Landwirts Franz Heincz aus Neckenmarkt geboren und besuchte die Volksschule in Neckenmarkt. Er war als Landwirt tätig und war verheiratet. Während des Zweiten Weltkriegs diente Heincz vier Monate in der deutschen Wehrmacht. 1949 übernahm Heincz den elterlichen Hof.

## Politik
Heincz trat 1947 der ÖVP bei. Er wurde 1961 Gemeinderat, 1965 Vizebürgermeister und war von 1967 bis 1988 Bürgermeister der Gemeinde Neckenmarkt. Heincz war Mitgründer und Obmann der Winzergenossenschaft Neckenmarkt und ab 1982 Obmann des Bezirksbauernbundes. Zudem war Heincz Funktionär im Burgenländischen Müllverband.
Heincz vertrat die ÖVP vom 29. Oktober 1982 bis zu seinem Tod im Burgenländischen Landtag. Er gehörte dem Landtag in der XIV. und XV. Gesetzgebungsperiode an.

## Auszeichnungen
- 1987 wurde ihm der Berufstitel Ökonomierat verliehen.